# Oporinia distincta
Oporinia distincta là một loài bướm đêm trong họ Geometridae.